# Grote Boeddha van Gifu

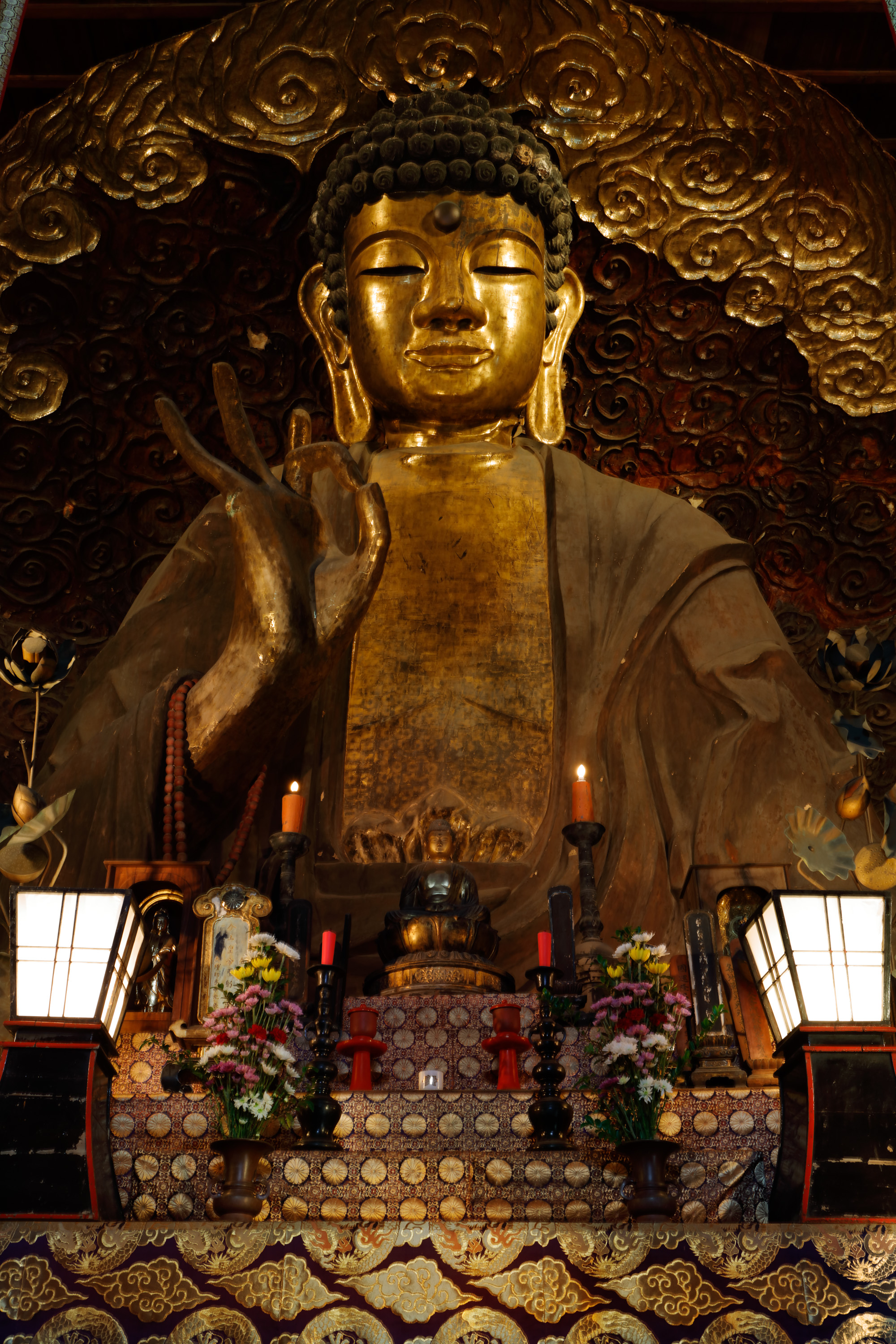
Grote Boeddha van Gifu

De Grote Boeddha van Gifu is een kolossaal standbeeld in de boeddhistische tempel Shōhō-ji in de stad Gifu in de Japanse prefectuur Gifu.

## Geschiedenis
Rond 1790 besloot de 11e generatie hoofdpriester van de tempel, Priester Ichyuu, om een groot Boeddhabeeld op te richten in de hoop aardbevingen en hongersnood te voorkomen. In 1815 overleed de hoofdpriester.
In 1832 werd het Boeddhabeeld na 38 jaar bouwen voltooid in de Edoperiode.

## Bouwwerk
Het beeld heeft een hoogte van 13,7 meter en staat in een gebouw. De oren hebben een lengte van 210 centimeter.
Om het standbeeld te maken maakte men met hout, bamboe en klei en deze te bedekken met washi. Hierover kwam een laag Japans lakwerk en daarover kwam een laag die het beeld vergulde.
Het beeld toont een Boeddha in zittende houding, waarbij de rechterhand omhoog wordt gehouden in de houding van de shunimudra (duim en middelvinger raken elkaar en de andere drie vingers wijzen omhoog) en de linkerhand op de linkerknie rust.